# Sigihilda
Sigihilda (łac. Sichildis) – trzecia żona Chlotara II, króla Franków.
Prawdopodobnie pochodziła z możnego rodu frankijskiego. Została poślubiona Chlotarowi wkrótce po śmierci jego drugiej żony Bertetudy. Jej siostrą była Gomatruda żona Dagoberta I.  
Była matką Chariberta II.